# Dallas Stoudenmire

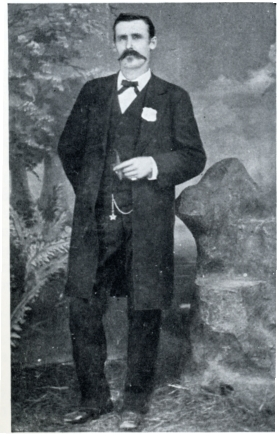
Dallas Stoudenmire

Dallas Stoudenmire (* 11. Dezember 1845 in Aberfoll, Alabama; † 18. September 1882 in El Paso, Texas) war ein US-amerikanischer Revolverheld, Texas Ranger und U.S. Marshal. Dallas Stoudenmire war eine legendäre Figur des Wilden Westens.

## Leben
Dallas Stoudenmire wurde am 11. Dezember 1845 als eines von neun Kindern von Lewis und Elizabeth Stoudenmire in Aberfoil, Alabama geboren. Im Jahr 1862 trat er der Konföderierten Armee bei und diente in der 45. Alabama-Infanterie. Während des Bürgerkrieges wurde er mehrmals verwundet und behielt für den Rest seines Lebens zwei Kugeln in seinem Körper. Als der Krieg vorüber war, zog er um 1867 nach Columbus, Texas. Zu jener Zeit verdingte er sich als Schafzüchter, Zimmerer, Wagenbauer und Kaufmann. Einige Zeit später schloss sich Dallas den Texas Rangern an und diente 1874 als Second Sergeant in der J. R. Wallers-Kompanie. Danach lebte er kurz in der Texas-Panhandle-Region und während der Herrschaft Maximilians in Mexiko, ebenfalls diente er als Marshal in Socorro, New Mexico.

## Town-Marshal in El Paso
Während Dallas Stoudenmire in Socorro war, überzeugte ihn sein Schwager Stanley Cummings, welcher in El Paso, Texas, lebte, davon, dass er dorthin kommen und die Stelle als Marshal einnehmen solle. El Paso hatte als Stadt einen schlechten Ruf, in der Gewalt auf der Tagesordnung stand. Die Stadtväter hofften, jemanden einstellen zu können, der Recht und Ordnung in der Stadt wiederherstellen konnte. Anfang April 1881 reiste er nach El Paso und wurde am 11. April vereidigt. Stoudenmire war innerhalb von nur acht Monaten bereits der sechste Town-Marshal.
Seine erste Aufgabe war es, die Stadtgefängnisschlüssel vom Deputy Marshal und „Stadtsäufer“ Bill Johnson zu bekommen. Als Stoudenmire den betrunkenen Deputy nach den Schlüsseln fragte, sagte dieser, dass er erst herausfinden müsste, welche Schlüssel seine eigenen und welche die der Stadt seien. Jedoch wurde Stoudenmire ungeduldig und als Johnson der Aufforderung Stoudenmires nicht nachkam, stellte Dallas den Mann auf den Kopf, nahm die Schlüssel und warf ihn zu Boden.

## Four Dead in Five Seconds
Drei Tage später wurde Stoudenmire in eine der wohl berühmtesten Schießereien in der texanischen Geschichte verwickelt, auch als „Vier Tote in fünf Sekunden“ bekannt. Am 14. April 1881 verweilte Constable Gustav Krempkau im Keating’s Saloon und geriet in einen Streit mit dem ehemaligen Town-Marshal George Campell. John Hale, einer von Campells Freunden, zog eine von Campells Pistolen und schrie: „George, ich werde dich beschützen!“ Hale schoss auf Krempkau, welcher verwundet gegen die Saloontür fiel. Dann lief er in dem Moment, als Stoudenmire mit gezogenen Pistolen erschien, hinter einen Pfosten, um sich zu verstecken. Stoudenmire schoss auf Hale, aber die Kugel prallte am Pfosten ab und traf einen unschuldigen, am Streit unbeteiligten Mexikaner tödlich. Als Hale hinter dem Pfosten hervorschaute, schoss ihm Stoudenmire eine Kugel zwischen die Augen, die ihn sofort tötete. Als Campell Hale fallen sah, verließ er den Saloon und rief: „Gentlemen, dies ist nicht mein Kampf!“ Der schwer verletzte Krempkau bekam dies mit und schoss auf Campell. Zur selben Zeit wirbelte Stoudenmire herum und schoss drei Kugeln in dessen Bauch. Campell brach auf der Straße zusammen. In weniger als fünf Sekunden hauchten vier Männer ihr Leben aus. Diese Schießerei wurde in vielen Zeitungen zwischen New York City und San Francisco erwähnt und machte Dallas Stoudenmire zu einer Legende.

## Fehde mit den Manning-Brüdern
Nur drei Tage später, am 17. April, sollte die Gewalt in El Paso erneut ausbrechen. Die Manning-Brüder George Felix, James und Frank, die Freunde von Hale und Campell waren, überzeugten Bill Johnson davon, den Town Marshal Stoudenmire zu ermorden. Da er noch immer unter der Demütigung, die ihm Stoudenmire zugefügt hatte, litt, nahm Johnson den Auftrag an. Johnson versteckte sich mit seiner Schrotflinte hinter einer Ziegelsteinmauer und wartete. Als er die Stimmen von Stoudenmire und Stanley Cummings vernahm, zielte er auf Stoudenmire und drückte ab. Dabei fiel Johnson nach vorn über die Mauer und schoss zweimal in die Luft. Stoudenmire zögerte nicht lange, sandte einige Schüsse in Richtung Johnson und ließ diesen tot auf der Straße zurück. Dies machte die Manning-Brüder noch wütender und sie beschlossen, Johnsons Tod zu rächen. In der Zwischenzeit setzte Stoudenmire seine unnachgiebige Art der Durchsetzung von Recht und Ordnung gegenüber den Gesetzlosen von El Paso fort und tötete zwischen April 1881 und Februar 1882 noch weitere sechs Männer bei Schießereien. Die Kriminalitätsrate in der Stadt begann zu sinken.
Im Februar 1882 kehrte Dallas kurz nach Columbus, Texas, zurück, wo er mit Isabella Sherrington den Bund der Ehe einging. Während seiner Abwesenheit tötete James Manning am 14. Februar 1882 Stanley Cummings. Während Manning und Cummings im Coliseum Saloon waren, welcher Manning gehörte, begannen die beiden Männer heftig zu diskutieren. Der Streit eskalierte und Cummings lag anschließend tot vor dem Saloon. Manning wurde festgenommen. Die Untersuchung des Vorfalls ergab, dass er in Notwehr gehandelt hatte und Manning wurde freigesprochen. Die aus Einwohnern der Stadt bestehenden Geschworenen, darunter viele Freunde der Mannings, machten Stoudenmire wütend. Die Stadtväter versuchten, Stoudenmire zur Vernunft zu bringen, indem sie ein Gesetz verabschiedeten, welches den Genuss von Alkohol während des Dienstes unter Strafe stellte. Stoudenmire war es, der die Geldstrafen einkassierte und weiter dem Alkohol frönte. Während er durch die Straßen von El Paso patrouillierte, veranstaltete er zum Beispiel ein Zielschießen auf die Glocke der St. Clements Kirche. Die Liste seiner Feinde wuchs von Tag zu Tag, einschließlich des Herausgebers der El Paso Times, George Washington Carrico, der behauptete, dass die Kriminalitätsrate der Stadt im umgekehrten proportionalen Verhältnis zum Grad der Nüchternheit des Marshals stehen würde.
Schließlich hatten die Stadtväter genug, und der Stadtrat verkündigte am 27. Mai 1882, dass sie im Begriff waren, den Marshal zu entlassen. Als Stoudenmire ihnen betrunken mit seinen Waffen in den Händen gegenübertrat, machte der Rat einen Rückzieher. Zwei Tage später reichte der nüchterne Stoudenmire seinen Rücktritt als Town-Marshal ein. Er übernahm die Führung des Globe Restaurant, welches früher Cummings gehörte.
Im Juli nahm er die Ernennung zum U.S. Deputy Marshal an. Dies hielt ihn jedoch nicht zurück, seine Fehde mit den Manning-Brüdern fortzusetzen. Die Fehde war mittlerweile so tief, dass die Einwohner der Stadt Stoudenmire und die Manning-Brüder dazu brachten, ein Friedensabkommen zu unterzeichnen, welches im El Paso Herald abgedruckt wurde. Am 18. September 1882 trafen sich Dallas Stoudenmire und die Manning-Brüder George, Frank und James in einem der Manning-Saloons, um ein anderes Friedensabkommen zu unterzeichnen. Jedoch begannen George Manning und Stoudenmire über das erste Friedensabkommen zu streiten und plötzlich hatten beide ihre Pistolen in den Händen. Manning feuerte als Erster. Das Projektil zerschmetterte Stoudenmires linken Arm und zwang ihn, seine Waffe fallen zu lassen. Manning stieß ihn durch die Saloontür auf die Straße. Mit der anderen Hand zog Stoudenmire seine zweite Waffe und schoss Manning in den Arm. James Manning folgte den beiden und gab zwei Schüsse auf Stoudenmire ab. Einer verfehlte ihn, der zweite Schuss traf Stoudenmire in den Kopf und tötete ihn auf der Stelle. Der sich in Rage befindliche Felix Manning schlug den bereits Toten mehrmals mit dem Colt auf den Kopf. James und George Manning wurden festgenommen und freigesprochen, nachdem die Geschworenen einstimmig der Meinung waren, dass sie in Notwehr gehandelt hatten.
Dallas Stourenmire liegt auf dem Alleyton Friedhof im Colorado County, Texas, begraben. Die Manning-Brüder lebten vorerst weiter in El Paso und starben später in Los Angeles, Flagstaff und Phoenix.